# Jack Swart
Jacobus Johannes „Jack“ Swart ist ein ehemaliger neuseeländischer Radrennfahrer.
1978 errang Jack Swart mit dem neuseeländischen Bahn-Vierer die Silbermedaille in der Mannschaftsverfolgung  bei den Commonwealth Games in Edmonton. Viermal – 1978, 1979, 1981 und 1984 – wurde er neuseeländischer Meister im Straßenrennen. 1983 und 1984 gewann er die Tour of Southland. 1984 gewann er eine Etappe im Coors International Bicycle Classic.
1978 stellte Swart zudem einen neuseeländischen Stundenrekord über 45,945 Kilometer auf.